# Hermann Amandus Schwarz
Karl Hermann Amandus Schwarz (n. 25 ianuarie 1843, Sobieszów⁠(d), Voievodatul Silezia Inferioară, Polonia – d. 30 noiembrie 1921, Berlin, Republica de la Weimar) a fost un matematician german, cunoscut mai ales pentru contribuțiile sale în analiza complexă.

## Galerie

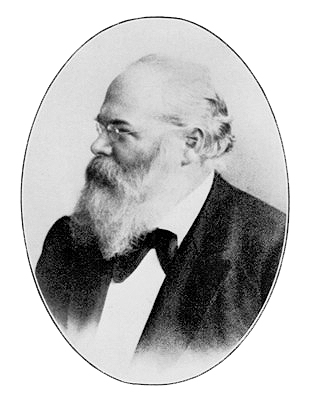
Hermann Amandus Schwarz
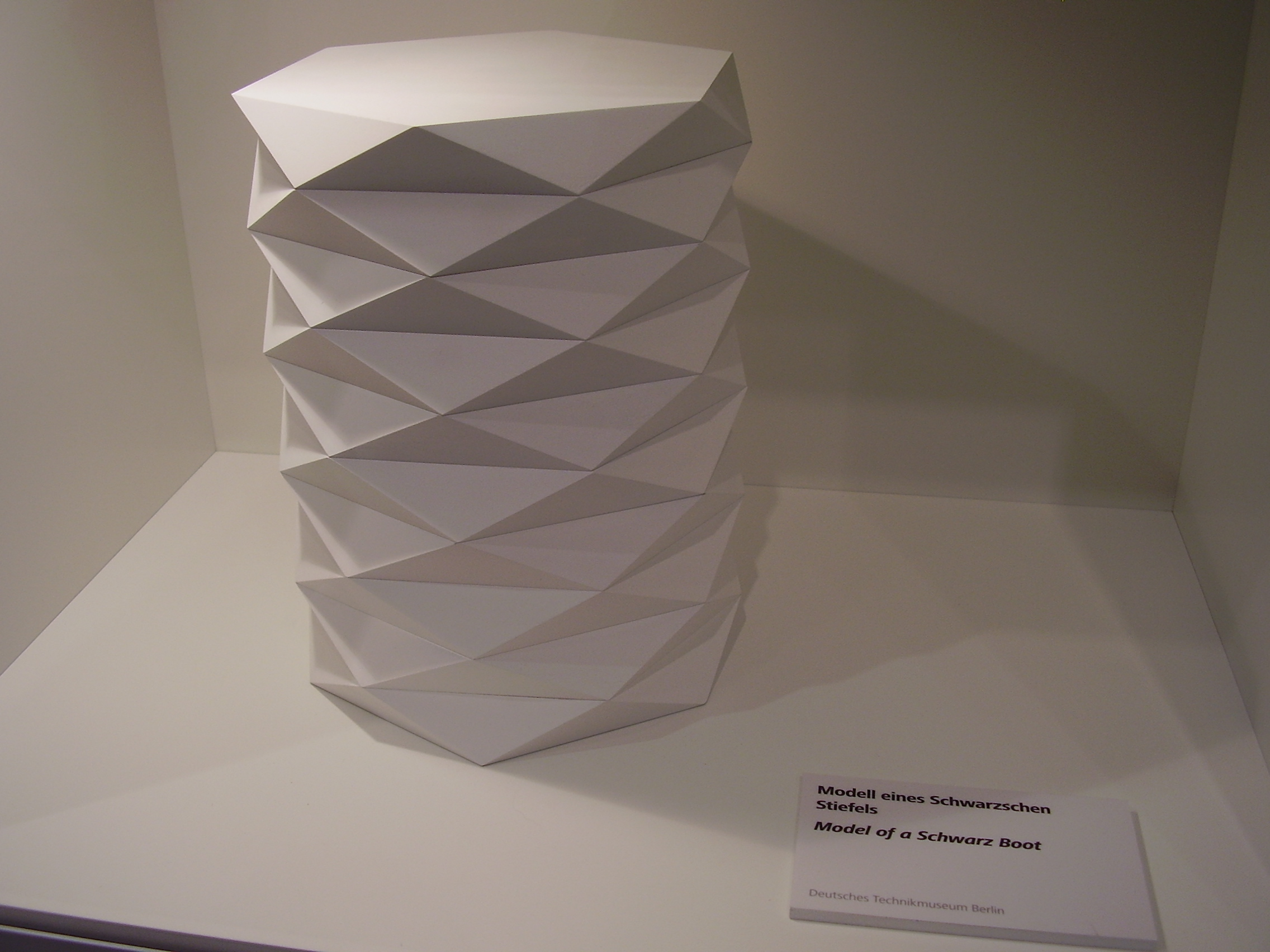
„Schwarzscher Stiefel“

## Contribuții
- Inegalitatea Cauchy-Buniakovski-Schwarz
- Derivata Schwarz
- Lema lui Schwarz
- Teorema lui Schwarz (cunoscută și ca teorema lui Clairaut )
- Inegalitatea lui Cebîșev
- Triunghiul Schwarz
- Transformarea Schwarz-Christoffel